# Des baisers pour plus tard
Des baisers pour plus tard (Flickan som inte ville kyssas) est un roman de littérature jeunesse écrit par Rose Lagercrantz, paru en 1995 en suédois et en 2007 en français. Les personnages principaux sont une petite fille et un jeune garçon nommés Annie et Georges. L'action se déroule à Prague, en République Tchèque.

## Résumé
Georges est le jeune garçon dont Annie tombe amoureuse. Son surnom est "Orge", et il a un frère et une sœur. D'un tempérament bagarreur, il sait aussi se montrer débrouillard, en trouvant toujours un moyen pour travailler, pour manger et pour gagner de l’argent.
Petite, Annie avait un principe : elle ne voulait embrasser personne, du moins pas avant d'être grande. Physiquement, la jeune fille a de grands cheveux blonds, et s'amuse à porter des chapeaux. Elle a pour habitude de se rendre tous les midis devant un bâtiment, une drôle d'horloge particulièrement ancienne, sous une forme de squelette. Lorsque l'horloge sonne, les portes s'ouvrent et de là surgissent 12 apôtres. Elle mange régulièrement dans un restaurant nommé le Canard, où chacun paye son plateau avec des tickets. Un jour, Georges la sauve d'un homme mal-intentionné, en le mettant à terre dans le restaurant. À ce moment de l'intrigue, Georges n'a que 8 ans.
A l'âge de 17 ans, "Orge" devient soldat. Il reçoit un vieux manteau jaune et gris, qu'il nettoie tant de fois qu'il en perd sa couleur originale. En tant que soldat, il est envoyé sur le front pour combattre l'ennemi. Pendant ce temps, Annie se fait arrêter par les nazis et conduire dans les camps de concentration. Elle meurt tragiquement dans une chambre a gaz.
De son côté, Georges s'offre une voiture avec un tableau de bord en bois, qu'il acquiert dans le but de retrouver Annie en République Tchèque. Lorsqu'il arrive à Prague, il aperçoit au loin une jeune fille qui ressemble à Annie, qui grave sur une synagogue les noms des Juifs morts pendant la guerre. Georges s'approche d'elle. Il se rend compte qu'il ne s'agit pas d'Annie, et finit par trouver le nom de sa bien-aimée gravé sur cette synagogue.